# 劇団BRATS
劇団BRATS（げきだん　ぶらっつ）は、日本の劇団。
2010年、安田桃太郎と伊藤教人により結成。
テーマは「悪ガキ達が本気で大暴れする究極の遊び」。
劇団名の由来は「BRATS=悪ガキ」。

## 所属団員
- 安田桃太郎（やすだ ももたろう）
- 伊藤教人（いとう のりひと）
- 南誉士広（みなみ よしひろ）
- 下尾浩章（しもお ひろあき）

## 公演記録
- 第1回公演「アメリ館」（THEATER BRATS、2010年7月1日～4日）
- 第2回公演「Sleeve」（新宿シアターモリエール、2011年5月25日～29日）
- 第3回公演「真・桃太郎伝説」（SPACE107、2012年10月11日～15日）
- 第4回公演「RED KILL~真っ赤な嘘の描き方~」（ウエストエンドスタジオ、2013年4月10日～14日）
- 第5回公演「西遊記ゑん戯」（ザ・ポケット、2014年1月15日～19日）
- 第6回公演「西遊記ゑん戯2〜EVOLUTION〜」（笹塚ファクトリー、2014年12月3日～7日）
- 第7回公演「熱血！不良総選挙」（すみだパークスタジオ「倉」、2015年3月12日～15日）
- 第8回公演「椿説 おくのほそ道」（すみだパークスタジオ「倉」、2015年12月22日～27日）
- 第９回公演「テノヒラサイズの人生大車輪」（ひつじ座、2016年8月10日 - 14日）
- 第10回記念公演 第1弾「戦闘改造学園Z」（すみだパークスタジオ「倉」2016年12月1日 - 4日）
- 第10回記念公演 第2弾「遠州森の石松～馬鹿は死ななきゃ治らない～」（すみだパークスタジオ「倉」2017年3月24日 - 4月2日）

## 過去に所属していたメンバー
- グコー・トーイェ
- 鶴飛鳥
- 人見早苗(ひとみ さなえ)